# Palmeira dos Índios (gemeente)
Palmeira dos Índios is een gemeente in de Braziliaanse deelstaat Alagoas. De gemeente telt 74.208  inwoners (schatting 2017).
De plaats is zetel van het rooms-katholieke bisdom Palmeira dos Índios.

## Aangrenzende gemeenten
De gemeente grenst aan Belém, Estrela de Alagoas, Igaci, Mar Vermelho, Paulo Jacinto, Quebrangulo, Tanque d'Arca, Taquarana en Bom Conselho (PE).

## Woonachtig (geweest)
- Fernando Iório Rodrigues (1929-2010), bisschop van Palmeira dos Índios